# Aparelho justaglomerular
O aparelho justaglomerular (AJG) é uma estrutura microscópica do nefrónio, localizado no pólo vascular do corpúsculo renal,  formado por um componente vascular (arteríola aferente e eferente), um componente tubular (mácula densa) e pelo mesângio extraglomerular.95
A mácula densa é porção final do ramo ascendente espesso e após ela, inicia-se o túbulo contorcido distal.
O AJG é parte de um complexo mecanismo de feedback que regula o fluxo sanguíneo renal (feedback tubuloglomerular) e a taxa de filtração glomerular e, indirectamente, modula o balanço de sódio e a pressão sanguínea sistémica, através do sistema renina-angiotensina-aldosterona.
A mácula densa reage à baixa presença de cloreto de sódio na corrente sanguínea secretando hormônios parácrinos que estimulam as céulas justaglomerulares à produzir renina a partir da pró-renina. A renina transforma o angiotensinogénio do fígado em angiotensina I, que é transformada em angiotensina II pela enzima conversora da angiotensina existente nos pulmões e no próprio rim.

## Histologia
O AJG inclui as células mesangiais extraglomerulares, a mácula densa e as células não granulares.
A mácula densa é uma região com células epiteliais especializadas em contacto com o glomérulo. Estas células têm um nucléolo muito grande e estão muito unidas, tendo uma aparência de placa.
As células granulares, também chamadas de células justaglomerulares ou epitelióides, estão na parede das arteríolas aferentes e são células musculares lisas especializadas que produzem, armazenam e libertam renina.